# Sultanato de Rum
O Sultanato de Rum ou Sultanato de Rume (Saljuqiyān-e Rum, em persa: سلجوقیان روم, também conhecido como Sultanato Seljúcida da Anatólia. Historiadores turcos modernos usam o termo Anadolu Selçukluları (Sultanato Seljúcida da Anatólia ou Estado Seljúcida da Anatólia) (em turco: Anadolu Selçuklu Devleti, ou, mais recentemente, Türkiye Selçukluları (Seljúcidas da Turquia ou Estado Seljúcida da Turquia) (Türkiye Selçuklu Devleti). O Estado é chamado ocasionalmente Sultanado de Cônia ou Sultanato de Icônio, em fontes ocidentais mais antigas. Era um estado muçulmano turco-persa, estabelecido na Anatólia, que foi conquistada ao Império Bizantino pelos turcos seljúcidas.

## Introdução à história
O termo "Rûm" era sinônimo de "grego", como permanece no turco moderno, embora derive do nome árabe para Roma/romanos designando o Império Romano. Os seljúcidas chamavam as terras de seu sultanato de الرُّومُ (*ar-Rūm*), pois localizavam-se em um território que era considerado "romano", isto é, bizantino, pelos exércitos islâmicos, O termo é um empréstimo do grego romano (Ῥωμαῖοι), que significa "romanos", designando cidadãos predominantemente latinos.

## História
O Sultanato de Rum governou a maior parte da Anatólia, através de uma linhagem direta, de 1077 até 1307, com a capital em Niceia e, posteriormente, em Cônia (embora como a corte do sultanato era extremamente móvel, cidades como Caiseri e Sivas também funcionaram como capitais). Em sua extensão máxima o sultanato se estendeu por toda a Turquia central, da costa de Antália-Alânia, no Mediterrâneo, até ao território de Sinope, no mar Negro. A leste, o sultanato absorveu outras nações turcas e chegou até as margens do lago de Vã. Seu limite ocidental localizava-se próximo a Denizli, às portas da bacia do Egeu.
O Sultanato de Rum separou-se do Império Seljúcida sob Solimão ibne Cutalmiche em 1077, após a Batalha de Manzicerta. Chegou ao auge de sua potência durante o final do século XII e início do século XIII, quando conseguiu tomar portos-chave bizantinos nas costas do Mediterrâneo e do mar Negro. 
Na Anatólia, os seljúcidas fomentaram o comércio mediante um programa de construção de caravançarais, que facilitavam o fluxo de mercadorias do Irã e Ásia Central até os portos. Formaram-se laços comerciais especialmente fortes com a República de Gênova durante este período, e a riqueza proveniente destas atividades comerciais permitiu ao sultanato absorver outros estados turcos que haviam sido fundados na Anatólia antes da Batalha de Manzicerta: os danismêndidas, os mangujequidas, os saltúquidas e os artúquidas. Os sultões seljúcidas suportaram com sucesso seguidos ataques durante as Cruzadas, porém em 1243 sucumbiu ao avanço dos mongóis. Os seljúcidas tornaram-se vassalos dos mongóis, e apesar dos esforços de administradores astutos para preservar a integridade do Estado, o poder do sultanato se desintegrou durante a segunda metade do século XIII, e já havia desaparecido completamente na primeira década do século seguinte.
Em suas décadas finais, o território do Sultanato Seljúcida de Rum viu o surgimento de diversos pequenos principados (beilhiques) entre os quais estava o dos Osmanoğlu, conhecidos posteriormente como otomanos, que acabaram assumindo posteriormente o poder na região.

## Lista de sultões
| Sultão                      |                          |                | Reinado   | Comentárioa                                                                      |
|                             | (Turco)                  | (Latim)        |           |                                                                                  |
| Cutalmiche                  |                          |                | 1060-1077 | Enfrentou o Alparslano pelo trono do Império Seljúcida.                          |
| Solimão ibne Cutalmiche     |                          |                | 1077-1086 | Fundador do Sultanato seljúcida de Anatólia (Rum) com capital em Niceia          |
| Quilije Arslã I             |                          |                | 1092-1107 | Primeiro sultão em Cônia (Icônio)                                                |
| Maleque Xá                  |                          |                | 1107-1116 |                                                                                  |
| Maçude I                    |                          |                | 1116-1156 |                                                                                  |
| Izaldim Quilije Arslã II    |                          |                | 1156-1192 |                                                                                  |
| Guiatadim Caicosroes I      | Caicosroes I             |                | 1192-1196 | Primeiro reinado                                                                 |
| Roquonadim Solimão Xá II    | Solimão II               |                | 1196-1204 |                                                                                  |
| Quilije Arslã III           |                          |                | 1204-1205 |                                                                                  |
| Guiatadim Caicosroes I      | Caicosroes I             |                | 1205-1211 | Segundo reinado                                                                  |
| Izaldim Caicaus I           | I. Izzeddin Keykavus     | Caicaus I      | 1211-1220 |                                                                                  |
| Aladino Caicobado I         | I. Alâeddin Keykubad     | Caicobado I    | 1220-1237 |                                                                                  |
| Guiatadim Caicosroes II     | II. Gıyaseddin Keyhüsrev | Caicosroes II  | 1237-1246 | Após a súa morte, ate 1260 quando Quilije Arslã IV se converte no único soberano |
| Izaldim Caicaus II          | II. Izzeddin Keykavus    | Caicaus II     | 1246-1260 |                                                                                  |
| Roquonadim Quilije Arslã IV |                          |                | 1248-1265 |                                                                                  |
| 'Aladino Caicobado II       |                          | Caicobado II   | 1249-1257 |                                                                                  |
| Guiatadim Caicosroes III    |                          | Caicosroes III | 1265-1284 |                                                                                  |
| Guiatadim Maçude II         |                          |                | 1284-1296 | Primeiro reinado                                                                 |
| Aladino Caicobado III       |                          | Caicobado III  | 1298-1302 |                                                                                  |
| Guiatadim Maçude II         |                          |                | 1303-1308 | Segundo reinado                                                                  |